# Interndevalvering
Interndevalvering eller intern devalvering är en åtgärd i ekonomisk politik som framför allt omfattar en nominell sänkning av lönerna. Det är ett alternativ till devalvering, för att minska lönekostnader, på bekostnad av löntagarnas köpkraft.
Interndevalvering tillämpades bland annat i baltländerna efter finanskrisen 2009.